# Egilsdóttir
Egilsdóttir ist ein isländischer Name.

## Bedeutung
Der Name ist ein Patronym und bedeutet Tochter des Egill. Die männliche Entsprechung ist Egilsson (Sohn des Egill).

## Namensträger
- Ásdís Egilsdóttir (* 1946), isländische Hochschullehrerin
- Arndís Hrönn Egilsdóttir (* 1969), isländische Schauspielerin
- Þórunn Egilsdóttir (Politikerin) (1964–2021), isländische Politikerin (Fortschrittspartei)
- Þórunn Egilsdóttir (* 1975), luxemburgisch-isländische Sängerin, siehe Thorunn Egilsdottir